# Куприянов, Александр Иванович (футболист)
Алекса́ндр Ива́нович Куприя́нов (23 июля 1952) — советский футболист, выступавший на позициях нападающего, защитника и полузащитника за куйбышевские «Крылья Советов». Мастер спорта (1979).

## Карьера
Воспитанник куйбышевского футбола. Дебютировал в первой команде «Крыльев Советов» 3 июля 1970 года в гостевом матче против «Локомотива» Тбилиси, а первый мяч забил 1 августа в ворота киевского СКА (1:2) - выйдя на замену в первом тайме, сравнял счёт. Наиболее удачным для Куприянова получился чемпионат 1974 года, когда он в 37 матчах забил 13 мячей.
Вместе с «Крыльями Советов» дважды выигрывал турниры первой лиги. Первоначально выступал на позициях нападающего и атакующего полузащитника, но в сезоне-1979 стал играть в центре обороны. В составе сборной РСФСР наряду с четырьмя другими представителями «Крыльев Советов» играл на Спартакиаде народов СССР-1979 (4-е место). Возможно, этот факт сказался на выступлении команды в чемпионате СССР, по итогам которого «Крылья Советов» заняли последнее, 18-е место и покинули высшую лигу. Следующий сезон также закончился неудачей: команда не сумела удержаться в первой лиге, и Куприянов завершил карьеру.
Лучший бомбардир в истории «Крыльев Советов» Равиль Аряпов назвал Александра Куприянова лучшим полузащитником клуба в 1970-х.

## Достижения
- Победитель первой лиги СССР (2): 1975, 1978
- забил 1000-й гол команды «Крылья Советов» (третий гол в матче против «Памира» (Душанбе) (1:3), 15 апреля 1974)[5]

## Клубная статистика
| Выступление      | Выступление      | Выступление      | Чемпионат | Чемпионат | Кубок СССР | Кубок СССР | Прочие | Прочие | Итого | Итого |
| Клуб             | Лига             | Сезон            | Игры      | Голы      | Игры       | Голы       | Игры   | Голы   | Игры  | Голы  |
| ---------------- | ---------------- | ---------------- | --------- | --------- | ---------- | ---------- | ------ | ------ | ----- | ----- |
| Крылья Советов   | класс «А»        | 1969             | —         | —         | —          | —          | —      | —      | 0     | 0     |
| Крылья Советов   | первая лига      | 1970             | 16        | 2         | —          | —          | —      | —      | 16    | 2     |
| Крылья Советов   | первая лига      | 1971             | 41        | 8         | 2          | 0          | —      | —      | 43    | 8     |
| Крылья Советов   | первая лига      | 1972             | 35        | 9         | 3          | 0          | —      | —      | 38    | 9     |
| Крылья Советов   | первая лига      | 1973             | 37        | 6         | 2          | 0          | —      | —      | 39    | 6     |
| Крылья Советов   | первая лига      | 1974             | 37        | 13        | 4          | 0          | —      | —      | 41    | 13    |
| Крылья Советов   | первая лига      | 1975             | 29        | 9         | 1          | 1          | —      | —      | 30    | 10    |
| Крылья Советов   | высшая лига      | 1976 (в)         | 8         | 0         | —          | —          | —      | —      | 8     | 0     |
| Крылья Советов   | высшая лига      | 1976 (о)         | 13        | 0         | —          | —          | —      | —      | 13    | 0     |
| Крылья Советов   | высшая лига      | 1977             | 18        | 2         | 1          | 0          | 3      | 2      | 22    | 4     |
| Крылья Советов   | первая лига      | 1978             | 33        | 6         | 4          | 0          | —      | —      | 37    | 6     |
| Крылья Советов   | высшая лига      | 1979             | 31        | 0         | 6          | 0          | —      | —      | 37    | 0     |
| Крылья Советов   | первая лига      | 1980             | 31        | 4         | 5          | 0          | —      | —      | 36    | 4     |
| Крылья Советов   | Итого            | Итого            | 329       | 59        | 28         | 1          | —      | —      | 357   | 60    |
| Всего за карьеру | Всего за карьеру | Всего за карьеру | 329       | 59        | 28         | 1          | 3      | 2      | 360   | 62    |

Итого:
- в высшей лиге чемпионата СССР — 70 матчей, 2 мяча
- в первой лиге чемпионата СССР — 259 матчей, 57 мячей
- в чемпионатах СССР — 329 матчей, 59 мячей
- в кубке СССР — 28 матчей (рекордный показатель для «Крыльев Советов»)[6]